# Wetenschappelijke Vereniging van Vlaamse Huisartsen
De Wetenschappelijke Vereniging van Vlaamse Huisartsen (WVVH) was een Belgische vereniging zonder winstoogmerk opgericht op 13 oktober 1963 in Brussel. Op 14 januari 2006 ging de WVVH op in de nieuwe vereniging van huisartsen, Domus Medica vzw. Voor de verspreiding van de wetenschappelijke expertise die de vereniging zich tot doel had gesteld, werd onder meer gebruikgemaakt van het eigen maandblad, "Huisarts nu: maandblad van de Wetenschappelijke Vereniging van Vlaamse Huisartsen".